# The Return of the Spice Girls
The Return of the Spice Girls a fost un turneu realizat de către formația de origine britanică Spice Girls. Orașul în care turneul a început a fost Vancouver, Canada.